# Diagram Cremony

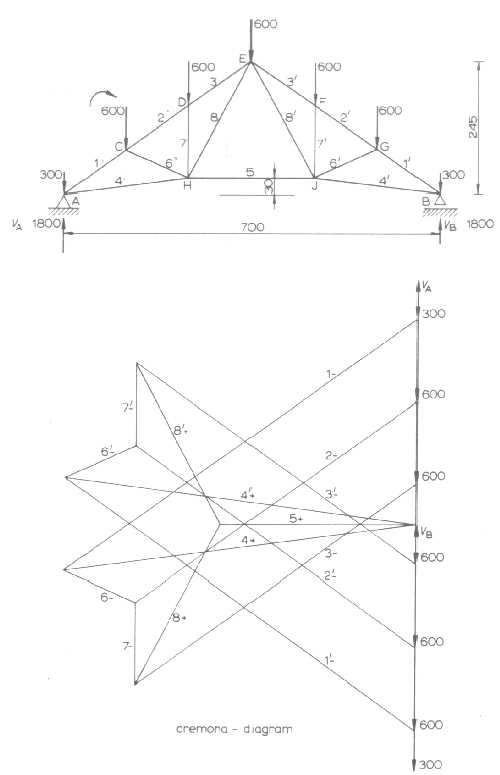
Diagram Cremony dla kratownicy płaskiej

Diagram Cremony – graficzna metoda wyznaczania sił w prętach kratownic statycznie wyznaczalnych. Metoda została opisana i opublikowana w 1872 r. przez włoskiego matematyka, Luigiego Cremonę. Bazuje na warunku graficznym zamykania się wieloboku sił występujących w układzie prętowym, jakim jest kratownica.